# 슈테파
슈테파(Stäfa)는 스위스 취리히주의 마일렌구에 있는 자치체이다.

## 지리
슈테파의 면적은 8.6k㎡이다. 이 면적 중 46.1%가 농업용으로 사용되고, 18.8%가 산림이다. 나머지 토지 중 34%는 정착지(건물 또는 도로)이고, 나머지(1%)는 불모지(강, 빙하 또는 산)이다. 1996년 주택과 건물은 전체 면적의 26.7%를 차지했고, 나머지는 교통 기반시설(7.2%)을 차지했다. 전체 비생산 지역 중 물(하천과 호수)은 면적의 0.5%를 차지했다. 2007년 현재 전체 시정촌 면적의 35.8%가 어떤 형태로든 건설되고 있다.
파넨슈틸 지역의 취리히 호수 북쪽 기슭에 있는 라퍼스빌 근처에 있다.
현지 방언으로 이곳은 Stäfa라고, 불린다. 슈테파의 초기 역사는 아인지델른 수도원과 밀접하게 연관되어 있다. 972년 오토 2세는 문서에서 Steveia(슈테파)를 포함한 호수의 수도원 소유를 확인했다.
쾰호프와 외리콘 마을은 정치적으로 마을의 일부이다. 슈테파는 한때 이 도시에서 하룻밤을 묵었던 독일 시인 괴테와 연결되어 있다.

## 인구통계
슈테파의 인구(2020년 12월 31일 기준)는 14,791명이다. 2018년 기준으로 전체 인구의 18.9%가 외국인이다. 2018년 기준으로 인구의 성별 분포는 남성 48.4%, 여성 51.6%이다. 지난 5년 동안 인구는 4.1% 증가했다.
2000년 기준, 대부분의 인구는 독일어(88.6%)를 사용하며, 이탈리아어가 두 번째로 많이 사용(3.3%)되고, 알바니아어가 세 번째(1.4%)로 사용된다.
2007년 선거에서 가장 인기 있는 정당은 32.8%의 득표율을 기록한 SVP였다. 다음으로 가장 인기 있는 3개 정당은 SPS (20.1%), FDP (16.2%), CSP (11%)였다.
인구의 연령분포(2000년 기준)는 아동·청소년(0~19세)이 전체 인구의 20.7%, 성인(20~64세)이 63.1%, 노인(64세 이상)이 ) 16.2%를 차지한다. 슈테파에서는 인구의 약 80.5%(25-64세)가 비필수 고등교육 또는 추가 고등교육(대학 또는 응용학문대학)을 완료했다. 슈테파에는 5,179세대가 있다.
슈테파의 실업률은 2.14%이다. 2005년 기준으로 1차 경제 부문에 153명이 고용되어 있으며, 이 부문에 약 34개 기업이 참여하고 있다. 1,592명이 2차 부문에 고용되어 있고, 이 부문에 103개의 기업이 있다. 2551명이 3차 부문에 고용되어 있으며, 이 부문에는 508개의 기업이 있다. 2007년 기준 노동인구의 55.3%가 상근직이고, 44.7%가 시간제직이다.
2008년 현재 슈테파에는 3545명의 가톨릭 신자와 6005명의 개신교 신자 가 있다. 2000년 인구 조사에서 종교는 몇 가지 더 작은 범주로 분류되었다. 인구 조사에서 50.9%는 일종의 개신교였으며, 47.5%는 스위스 개혁 교회에, 3.4%는 다른 개신교 교회에 속했다. 인구의 27.2%가 가톨릭 신자였다. 나머지 인구 중 3.2%는 이슬람교도, 4.3%는 다른 종교(목록에 없음), 3.6%는 무교, 13.6%는 무신론자 또는 불가지론자였다.

## 교통

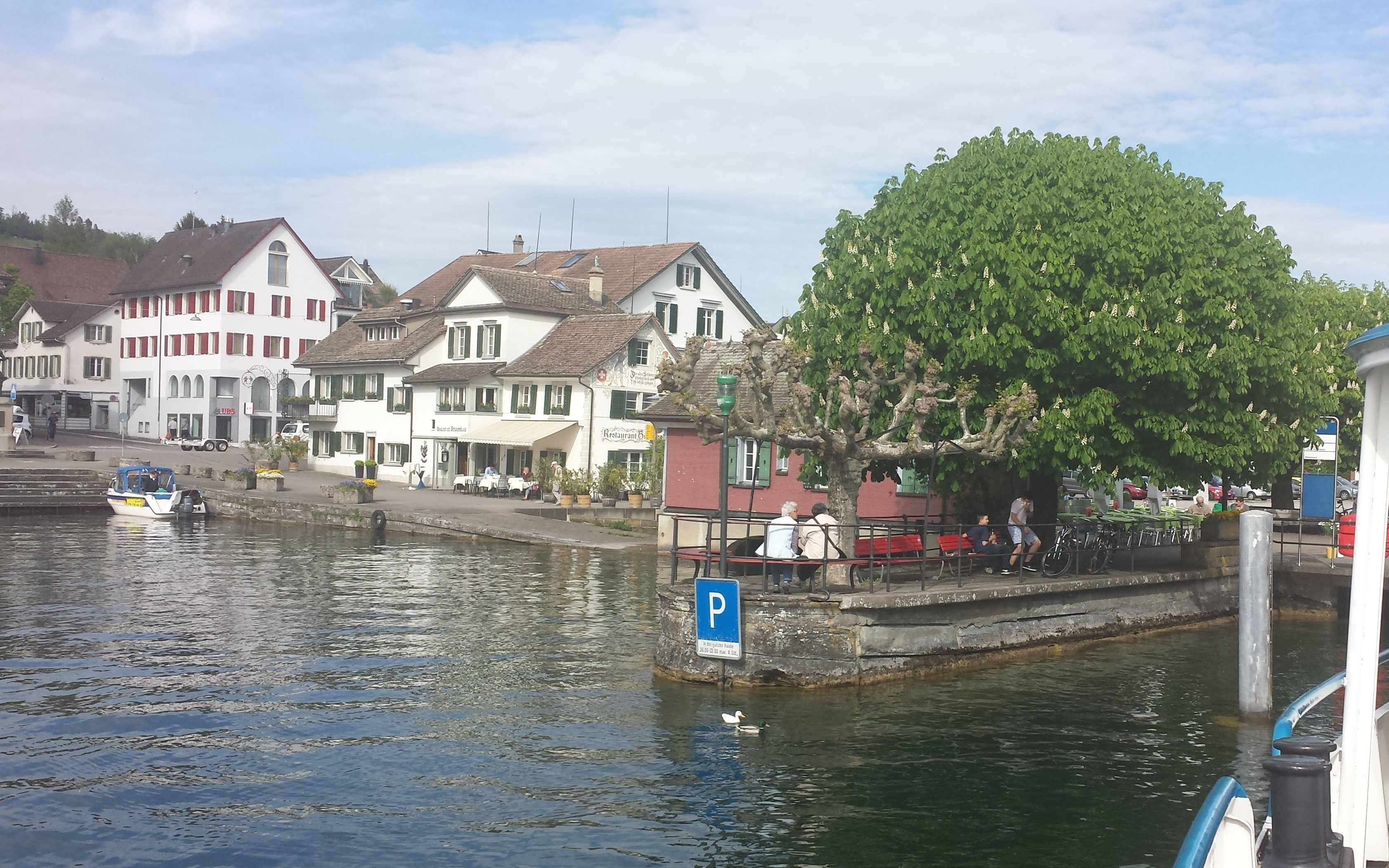
슈테파의 선착장과 항구

슈테파역은 취리히와 라퍼스빌까지 시간당 두 대의 열차를 운행하는 취리히 S-반의 S7 노선과 연결되어 있다. 취리히까지의 여행 시간은 약 25분이며, 라퍼스빌까지는 다소 짧다.
여름에는 취리히호 해운(ZSG)이 운영하는 취리히와 라퍼스빌 사이의 정기 선박 서비스가 제공되며, 다양한 호숫가 마을에서 출발한다. 같은 회사에서 1년 내내 시간 단위로 운영하는 여객 페리가 호수 반대편에 있는 베덴스빌과 슈테파를 연결한다. 기차역과 선착장은 도보로 약 5분 거리에 있다.
지역 버스 서비스는 취리히제와 오버란트 통운(VZO) 버스 회사에서 운영한다.

## 볼거리
이 도시는 호숫가 근처에 위치한 문화 센터인 뢰슬리(Rössli)로 잘 알려져 있다. 와인 생산, 특히 화이트 와인(리슬링)은 여전히 중요하다.